# Српско позориште
Српско позориште представља укупност позоришне уметности, традиције и стваралаштва на српском језику и на територији Србије. Оно има дугу и богату историју, од најранијих облика сценских израза до савремених позоришних пракси, и чини важан део српске културе и националног идентитета.

## Историјат

### Рани облици и почеци (до XIX века)
Најранији облици позоришног живота на тлу данашње Србије могу се пратити још у средњем веку кроз црквене обреде, народне игре и ритуале који су имали елементе драмског. Касније, у XVIII веку, под утицајем просветитељства, јављају се прве школске представе у Војводини (тада у саставу Хабзбуршке монархије), посебно у Сремским Карловцима и Новом Саду.

### Успостављање модерног позоришта (XIX век)
Модерно српско позориште почиње да се формира у XIX веку, упоредо са националним буђењем и стварањем модерне српске државе.
- Јоаким Вујић (1772–1848) сматра се "оцем српског театра". Он је приређивао прве позоришне представе на српском језику у Угарској (Пешта, Сегедин) и Кнежевини Србији. Године 1835. у Крагујевцу оснива Књажевско-српски театар, прво стално професионално позориште у Србији.[2]
- Српско народно позориште у Новом Саду основано је 1861. године и представља најстарији професионални театар у Срба.[3]
- Народно позориште у Београду основано је 1868. године и убрзо постаје централна позоришна институција у земљи.[4]

Први домаћи драмски писци који су поставили темеље српској драматургији су Јован Стерија Поповић (Кир Јања, Покондирена тиква, Родољупци) и Коста Трифковић (Избирачица).

### Позориште у првој половини XX века (до 1945)
Почетком XX века, Бранислав Нушић постаје најпопуларнији српски комедиограф (Сумњиво лице, Госпођа министарка, Народни посланик, Ожалошћена породица, Др, Покојник). У овом периоду осећају се утицаји европског модернизма и реализма у режији и глуми. Поред Београда и Новог Сада, позоришни живот се развија и у другим градовима.

### Позориште у социјалистичкој Југославији (1945–1991)
Након Другог светског рата, у СФРЈ, долази до оснивања бројних нових позоришта и значајног развоја позоришне уметности.
- Оснивају се нова значајна позоришта попут Југословенског драмског позоришта (1947) и Атељеа 212 (1956) у Београду, која негују савремени домаћи и страни репертоар.
- Развија се модерна позоришна режија и глума. Истичу се редитељи као што су Бојан Ступица, Мата Милошевић, Мира Траиловић, Љубомир Муци Драшкић, Дејан Мијач.
- Оснивају се значајни позоришни фестивали:
  - БИТЕФ (1967): Постаје један од водећих светских фестивала нових позоришних тенденција.[5]
  - Стеријино позорје (Нови Сад, 1956): Централни фестивал домаћег драмског текста.
- Драмско стваралаштво обогаћују писци попут Александра Поповића, Душана Ковачевића, Љубомира Симовића.

### Савремено српско позориште (од 1991. до данас)
Након распада Југославије, српско позориште наставља да се развија у новим друштвено-политичким околностима. Јављају се нове генерације драмских писаца, редитеља и глумаца. Развија се независна позоришна сцена са бројним трупама и алтернативним просторима. Савремени драмски писци попут Биљане Србљановић и Милене Марковић стичу и међународна признања. Постојећи фестивали настављају са радом, а оснивају се и нови који промовишу различите позоришне форме.

## Драматургија
Српска драматургија обухвата широк спектар жанрова и тема, од комедија и трагедија инспирисаних народним животом и историјом, до савремених драма које се баве друштвеним и егзистенцијалним питањима. Поред већ поменутих класика (Стерије, Нушића), значајан допринос дали су писци као што су Александар Поповић (који је унео елементе апсурда и гротеске), Душан Ковачевић (познат по својим трагикомедијама са елементима фантастике), Љубомир Симовић (са својим поетским драмама), Слободан Селенић, Вида Огњеновић, Биљана Србљановић и многи други.

## Режија
Српска позоришна режија пратила је развој европских редитељских школа и приступа. Од реалистичких поставки с почетка XX века, преко модернистичких експеримената, до савремених постдрамских и интердисциплинарних приступа. Значајни редитељи који су обликовали српско позориште укључују Бојана Ступицу (познатог по визуелно богатим и маштовитим представама), Мату Милошевића (оснивача модерне глумачке педагогије), Миру Траиловић (оснивачицу Атељеа 212 и БИТЕФ-а), Јована Ћирилова (дугогодишњег уметничког директора БИТЕФ-а), Дејана Мијача (познатог по психолошки продубљеним поставкама класика), Љубомира Муција Драшкића, Егона Савина, Никиту Миливојевића, Кокана Младеновића и многе друге.

## Глума
Српско позориште је изнедрило велики број изузетних глумаца који су својим креацијама обележили различите епохе. Од легенди с почетка XX века као што су Чича Илија Станојевић, Жанка Стокић и Добрица Милутиновић (по коме се додељује престижна глумачка награда Добричин прстен), преко великана послератног периода попут Мире Ступице, Љубе Тадића, Зорана Радмиловића, Павла Вуисића, Мије Алексића, Данила Бате Стојковића, до бројних истакнутих глумаца средње и млађе генерације. Образовање глумаца одвија се на Факултету драмских уметности у Београду и Академији уметности у Новом Саду и другим институцијама.

## Значајна позоришта
Поред већ поменутих националних театара у Београду и Новом Саду, ЈДП-а и Атељеа 212, значајна позоришта у Србији укључују:
- Београдско драмско позориште
- Звездара театар
- Позориште на Теразијама (специјализовано за мјузикле и оперете)
- Мало позориште „Душко Радовић“ (дечје позориште)
- Позориште "Бошко Буха" (дечје позориште)
- Битеф театар
- Народно позориште у Нишу, Суботици, Сомбору, Ужицу и друга професионална позоришта широм земље.

## Позоришни фестивали
Србија је домаћин великог броја позоришних фестивала националног и међународног значаја. Поред БИТЕФ-а и Стеријиног позорја, неки од најзначајнијих су:
- Дани комедије у Јагодини
- Јоакимфест и Јоакиминтерфест у Крагујевцу
- Фестивал професионалних позоришта Србије „Јоаким Вујић“ (фестивал позоришта јужно од Београда)
- Фестивал професионалних позоришта Војводине
- Дани Зорана Радмиловића у Зајечару
- Фестивал монодраме и пантомиме у Земуну
- Међународни фестивал позоришта за децу у Суботици
- Фестивал еколошког позоришта за децу и младе у Бачкој Паланци
- Фестивал малих позоришних форми у Зајечару

(За детаљнији преглед видети Списак позоришних фестивала у Србији.)